# 上野原インターチェンジ

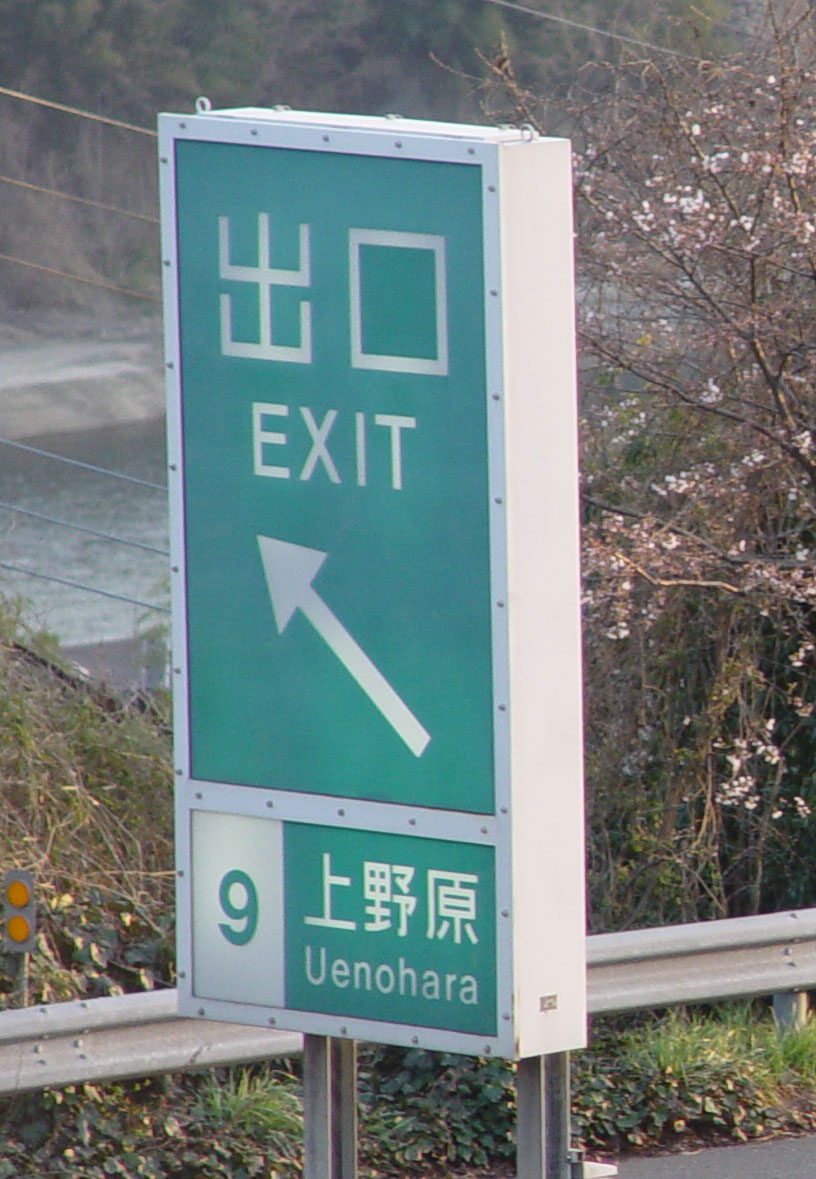
下り線出口

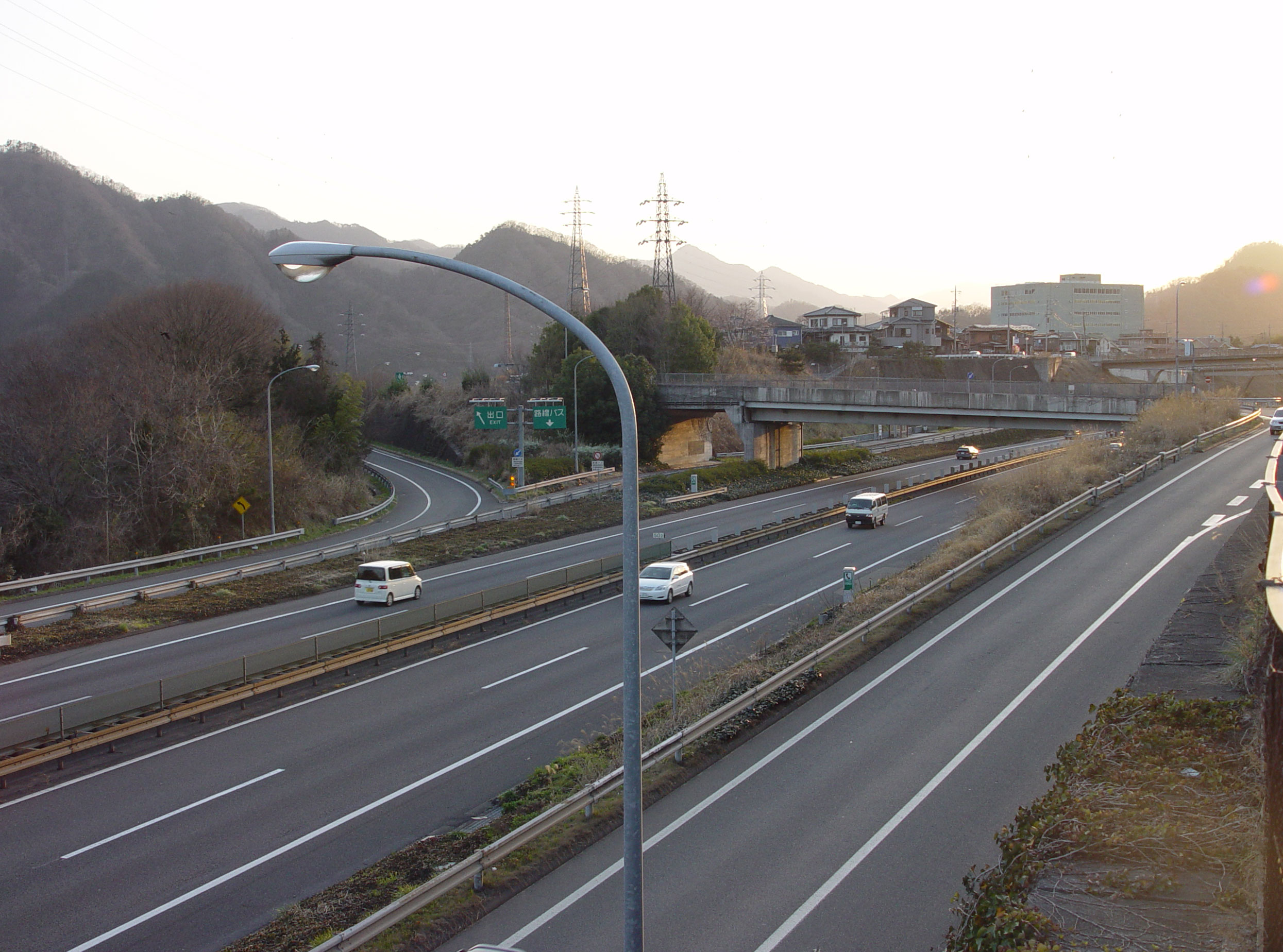
半全景 インターの東京よりから（もっとも手前が上りの流入用の加速車線）

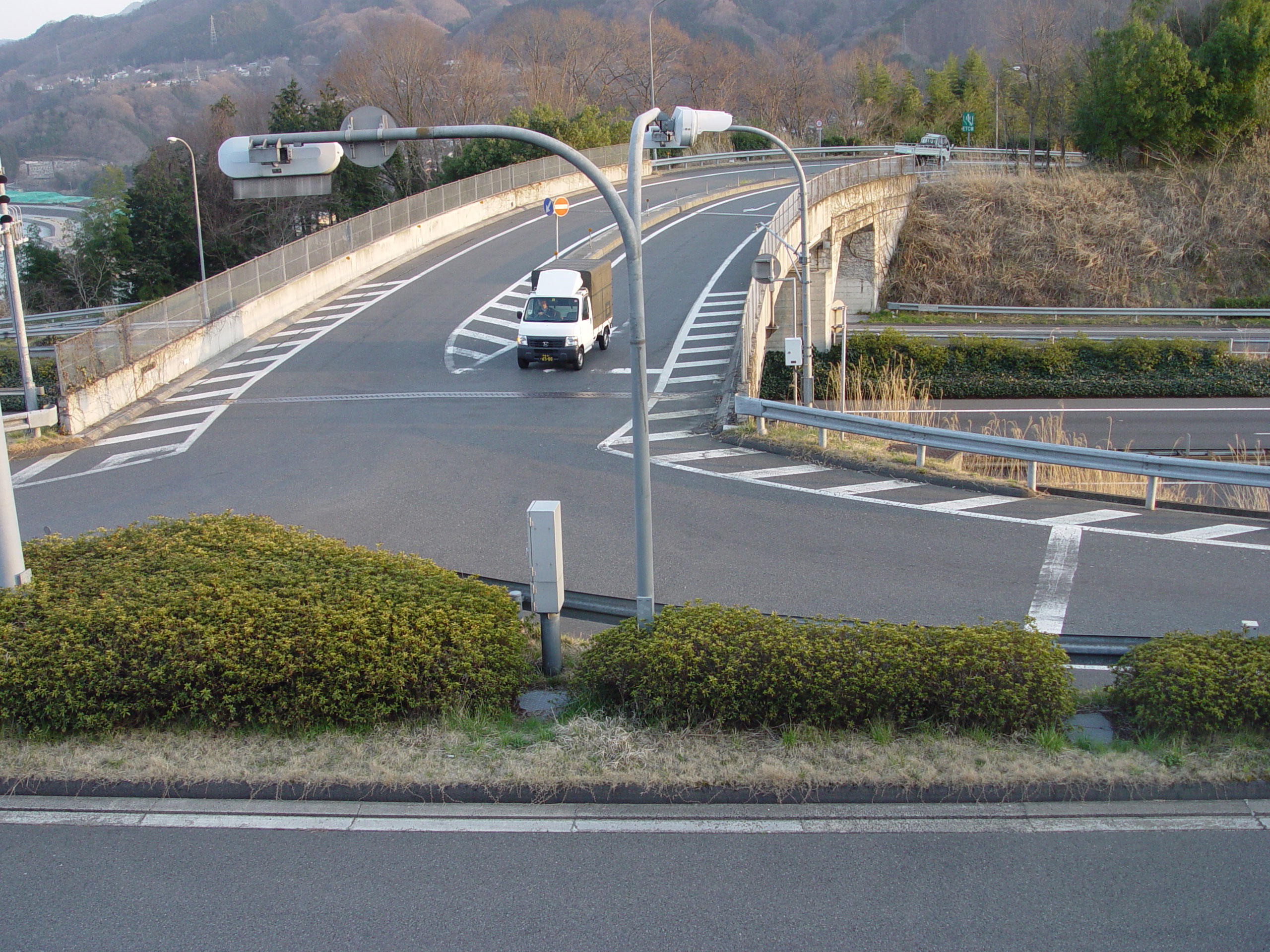
上り線出入口。手前は路線バス用車線 左側が東京方面

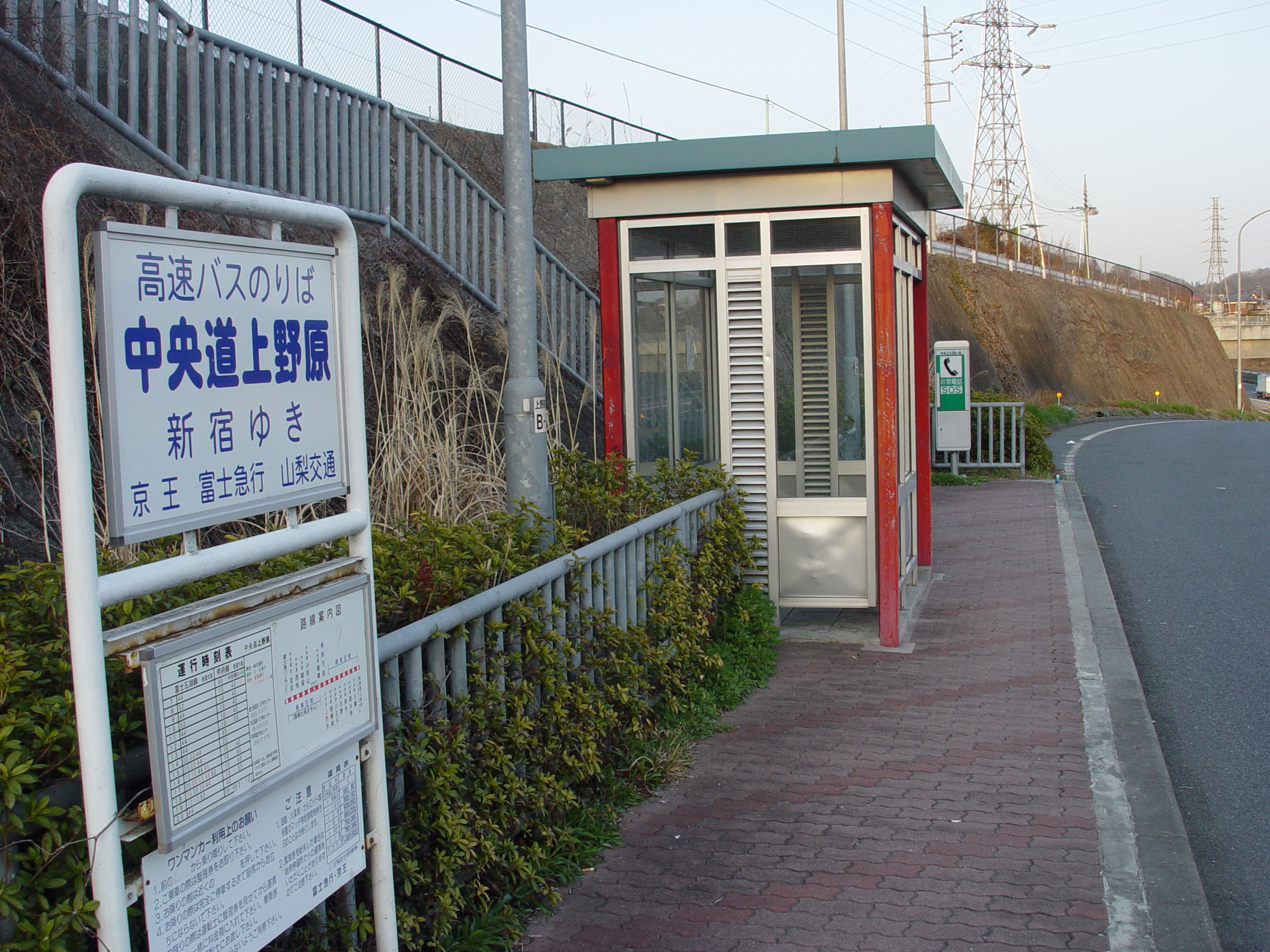
上り線バス停

上野原インターチェンジ（うえのはらインターチェンジ）は、山梨県上野原市上野原にある中央自動車道のインターチェンジ。
1969年（昭和44年）3月17日の道路開通より後に追加されたインターチェンジである。1989年（平成元年）9月27日開通。

## 構造
本線開通時点では後述する高速バス停留所のみであり、バス停留所に併設する形で増設されたインターチェンジであった点や地理的要因から平面Y型のインターチェンジであり、本線の南（下り線側）に料金所がある。上り線の各ランプは平面交差しているので信号機による交通処理が行われている。
本線の車線は高井戸 - 上野原が2車線、上野原 - 大月が3車線（下りの一部は4車線）となる。このため、上り本線は上野原IC出口への減速車線を分岐後3車線から2車線へと車線が減少するため、渋滞が発生しやすい箇所である。下りは上野原ICの流入車線がそのまま本線の第一走行車線となる。

## 道路
- E20 中央自動車道 (9番)

## 接続する路線
- 直接接続
  - 山梨県道・神奈川県道35号四日市場上野原線
- 間接接続
  - 山梨県道・神奈川県道35号四日市場上野原線
  - 神奈川県道・山梨県道520号吉野上野原停車場線（県道35号重複区間）
  - 国道20号

## 歴史
- 1989年（平成元年）9月27日 : 開設。
- 2025年（令和7年）3月25日：料金所がETC専用となる[1]。

## 料金所
- ブース数：5

### 入口
- ブース数：2　
  - ETC専用：1　
  - サポート：1

### 出口
- ブース数：3　
  - ETC専用：2　
  - サポート：1

## 上野原バスストップ
上野原バスストップは、上野原インターチェンジに併設されている中央自動車道のバス停留所である。
バス事業者では「中央道上野原」と案内している。

### 停車する路線
同一のバス停との相互利用であっても、路線により可否が異なる（※との間の相互利用は不可）。
中央高速バス
- 富士五湖線（京王バス・富士急バス・フジエクスプレス） ※一部通過
- 甲府線（京王バス・富士急バス・山梨交通） ※特急便は通過
中央道相模湖 - 中央道上野原 - 中央道野田尻
- 富士山五合目線（京王バス・富士急バス・フジエクスプレス）
※中央道相模湖 - 中央道上野原 - 富士急ハイランド（夏季は富士山五合目）（以遠とのみ相互利用可能）

※：富士五湖線・甲府線は上下線とも乗降どちらも可（途中停留所の中で唯一）。ただし、富士五湖線のうちバスタ新宿発河口湖駅行最終の「深夜割増運賃」適用便は降車のみ可能。
※：富士山五合目線は、新宿発は乗車のみ、富士山五合目・河口湖駅発は降車のみ可能。

### バス停へのアクセス
- JR中央本線上野原駅から富士急バスを利用、関山バス停より徒歩5分。
- 同駅より徒歩20分。

## 出口標識の表記の補足
出口の表記は、上野原市誕生前は所在地の町名である上野原町を示す「上野原」と隣村の村名である秋山村を示す「秋山」であったが、2005年（平成17年）2月13日に合併されて上野原市となり、この地名は両方とも上野原市内の地名となった。

## 周辺
- 国道20号
- 上野原市役所
- 上野原駅
- 桂川（相模川）

## 隣
E20 中央自動車道
(8)相模湖IC - 藤野PA - (9)上野原IC - (9-1)談合坂SA/SIC - (10)大月IC・(11)大月JCT